# Смбат IV
Смбат IV Багратуни (арм. Սմբատ Դ Բագրատունի, греч. Συμβάτιος) — армянский князь из династии Багратуни, который начал свою карьеру в византийской армии, а затем, около 595 года, перешел на службу в Сасанидскую империю, где он добился значительных успехов в военной карьере и получил высокие почести.

## Биография
Сын аспета Манвела Багратуни.

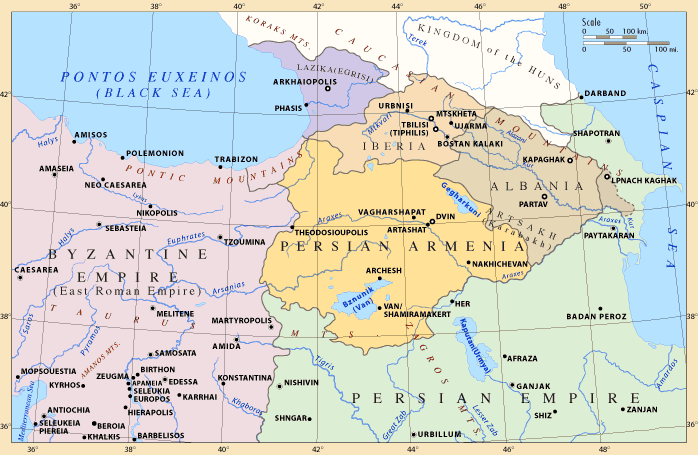
Марзпанство Армения

Впервые Смбат IV Багратуни упоминается где-то в 580-х годах, когда византийский император Маврикий (годы правления 582–602) попросил армянскую знать собрать конницу для службы в его войнах против аваров.
Смбат и Саак Мамиконян повели по тысячному отряду каждый в Константинополь, где были щедро вознаграждены и отправлены домой. Себеос также добавляет, что Маврикий якобы усыновил Смбата по этому случаю.
Однако в 589 году Смбат возглавил восстание против византийцев, был схвачен и отправлен в Константинополь, где был приговорен к смерти и брошен на съедение зверям в Ипподром Константинополя, однако после был помилован. Армянский епископ Себеос в своей «Истории» сохранил легендарный рассказ о том, что до своего помилования осужденный успел голыми руками убить на арене медведя, быка и льва. Он писал:
Его обнажили, и одев порты бросились в кинегий на растерзание зверям. Сначала послали на него медведя, и когда медведь устремился на него, он громко воскликнул, пошел на медведя и так сильно ударил кулаком по лбу его, что тот издох на месте. Во второй раз его послали; но он схватил его за рога и сильно крикнул. Устал бык в бою, натянул шею; а тот сломал ему голову, оба рога. Ослаб бык, и отступая по немногу, обратилась в бегство. Но Смбат бросился за него, схватил его за хвост и за копыто на ноге; он потянул к себе и копыто осталось в его руках. Бык бросился бежать от него с одной босой ногой. В третий раз пустили на него льва. Когда лев напал на него, то он, как бы благоприятствуемый Господом, поймал льва за ухо и сел на него. После того, схватив его за горло, он задушил и убил его».
Затем Смбат Багратуни был отослан в Африку на службу империи в войсках Карфагенского экзархата. Там он выиграл несколько сражений, военную добычу отправил императору Маврикию в Константинополь, но после этого сбежал к персам.

### Возвращение из ссылки
Через некоторое время Смбат вернулся из ссылки и поступил на службу к сасанидскому шаху Хосрову II, который в 595 году назначил его марзпаном (военным губернатором) Гиркании (южного побережья Каспийского моря).
Смбат служил на этом посту до 602 года, но первоначально был занят подавлением восстания Вистахма в Хорасане, а затем был отозван для проживания при королевском дворе в Ктесифоне. Там он получил дальнейшие почести, а также был назначен младшим министром финансов.
Примерно в 607 г. («восемнадцатый год правления Хосрова») он был отправлен обратно в Армению с обширными полномочиями в качестве «командующего армией владетелей домов».
Его пребывание в Армении было недолгим, но продуктивным: как пишет Н. Гарсоян, «чрезвычайные полномочия Смбата позволили ему вновь утвердить власть персидской короны в Персармении, восстановить престиж ослабевшей Армянской Церкви путем созыва собора, избравшего нового католикоса », Авраама I, после трехлетней вакантности, и восстановить собор армянской административной столицы Дуина, преодолев возражения местных персидских властей».
В следующем году Смбат получил почетное звание Хосров-Шум  («Радость или Удовольствие Хосрова»), и примерно в это время возглавил поход от имени Хосрова против эфталитов, которых он победил, возможно, убив их царя в единоборстве.

## Дальнейшая судьба
После победы над эфталитами он удалился к монаршему двору, где жил осыпанный почестями, оказанными ему Хосровом до своей смерти в 616/617 году.
Ему наследовал его сын, Варазтироц II Багратуни.